# 7月17日革命
7月17日革命是一场发生在伊拉克的不流血的政变，由以将军艾哈迈德·哈桑·贝克尔为首的军人于1968年7月17日发起，这使伊拉克阿拉伯复兴社会党登上了伊拉克国内的权力巅峰。
此次政变的主要参与者是此后成为伊拉克总统、并曾与利比亚独裁者穆阿迈尔·卡扎菲一同誉为“中东双雄”、最终在2006年被以绞刑的萨达姆·侯赛因和在1980年起成为伊拉克复兴党内的持不同政见者的奥马尔·阿里·萨拉赫。
虽说此次革命与发生在1958年7月14日，推翻了费萨尔二世国王、终结伊拉克哈希姆王朝，建立了伊拉克共和国的“7月14日革命”无关，但它对伊拉克的影响力也相当深远。美国历史学家查尔斯·R·H·特里普于2010年回忆道，1968年7月17日伊拉克政变“打乱了美国政府在中东原有的战略布署”。
1963年11月，复兴党失去在伊拉克仅有9个月的统治权后，党组织遭到严重破坏，党内派别林立，分裂倾向严重。萨达姆在征得阿弗拉克的同意下，决定重新恢复党的工作，同艾哈迈德·哈桑·贝克尔秘密建立了伊拉克复兴党“临时地区领导机构”，继续从事复兴党夺权活动。
1964年9月，伊拉克复兴党密谋组织推翻阿里夫政权的暴动计划被侦破，再次遭到政府镇压，大批党员，包括党的负责人谢胡里相继被捕入狱。萨达姆由于叛徒招供于同年10月也被逮捕，1966年7月经党组织营救越狱。他出狱后继续重新组建、恢复了复兴党伊拉克分支领导机构，由贝克尔任总书记，他任副总书记。
1968年6月起，萨达姆组织起多方力量，与伊拉克共和国卫队司令易卜拉欣·达乌德将军、保安司令阿卜杜勒·拉扎克·纳伊夫上校和第10装甲旅旅长哈马德·谢哈布达成联合，还组织一个“特殊机构”，专门筹集武器弹药。贝克尔和萨达姆制定了复兴党领导、依靠军队夺权的严密行动计划。
1968年7月17日凌晨3时，行动总指挥贝克尔和萨达姆突然发动闪电式暴动，并分乘坦克从哈巴尼亚空军基地，直指巴格达共和国宫进攻，政变一举成功，阿卜杜勒·拉赫曼·穆罕默德·阿里夫政府来不及组织力量抵抗，迅速垮台。当日，贝克尔就任共和国总统、革命指挥委员会主席、武装部队总司令。纳伊夫任总理、达乌德任国防部长。7月30日，复兴党再次采取行动，将纳伊夫“驱逐”至摩洛哥担任大使、除掉了被认为“不忠于新政权”的达乌德。7月31日，组成了贝克尔总统兼任总理的新政府，复兴党第二次夺权至此完全成功，开始了其长达35年的一党执政的历史。
伊拉克复兴党的统治直至美英联军2003年入侵伊拉克，此后，复兴党退出了伊拉克的政治权力中心，伊拉克进入了被多国联军占领时期。